# Miguel Sanz y Lafuente
Miguel Sanz y Lafuente (San Martín de Unx, 1804-Madrid, 1880) fue un sacerdote, teólogo y político español.

## Biografía
Nació el 14 de octubre de 1804 en la localidad navarra de San Martín de Unx. Fue redactor de la Gaceta de Oñate, mientras servía al bando de Carlos María Isidro de Borbón en la primera guerra carlista, además del Boletín de Navarra y Provincias Vascongadas. También publicaría algunos trabajos en la Revista, de Madrid, y otras publicaciones análogas. De ideología carlista, fue rector de la Universidad de Oñate y vicerrector de la Universidad de Zaragoza. Desempeñó los cargos de auditor del Supremo Tribunal de la Rota, senador, consejero de instrucción pública y miembro de la Real Academia de Ciencias Morales y Políticas. Falleció el 19 de febrero de 1880 en Madrid.